# Adrien Broner
Adrien Broner est un boxeur américain né le 28 juillet 1989 à Cincinnati, Ohio. Il a été champion du monde dans 4 catégories de poids différentes.

## Carrière
Passé professionnel en 2008, il remporte le titre vacant de champion du monde des poids super-plumes WBO le 26 novembre 2011 en battant l'argentin Vicente Martin Rodriguez par KO à la 3e reprise. Broner conserve sa ceinture le 25 février 2012 en stoppant au 4e round Eloy Perez avant d'être destitué le 20 juillet 2012 pour ne pas avoir respecté la limite de poids autorisée à la veille de son combat de championnat face à Vicente Escobedo. 
Boxant ensuite en poids légers, il devient champion WBC de la catégorie le 17 novembre 2012 après sa victoire par arrêt de l'arbitre au 8e round contre Antonio DeMarco. Il stoppe ensuite au 5e round le gallois Gavin Rees le 16 février 2013 puis s'empare du titre WBA des poids welters aux dépens de Paul Malignaggi le 22 juin 2013.
Le jeune boxeur américain perd son invincibilité le 14 décembre 2013 en s'inclinant aux points contre l'argentin Marcos Rene Maidana après avoir subi les deux premiers knock-down de sa carrière au 2e et 8e rounds. Il est par ailleurs destitué de son titre WBC des poids légers en janvier 2014.
Il fait son retour sur les rings le 5 mars 2014 pour affronter Carlos Molina Jr (17 victoires, 3 défaites et 2 nuls) et l'emporte par décision unanime. Puis, il affronte Emmanuel Taylor (18 victoires, 3 défaites) chez lui, à Cincinnati, et l'emporte en 12 rounds par décision unanime malgré une bonne résistance de Taylor. Il combat le 7 mars 2015 John Molina Jr. (27 victoires, 6 défaites) lors d'un combat très largement dominé par Adrien Broner, les juges rendant les cartes 120-108 par deux fois et 118-110 pour le troisième. Le 20 juin 2015, il fait face à Shawn Porter, ancien champion du monde des poids welters tout comme lui, et s'incline aux points par décision unanime. 
Malgré ce second revers, il remporte dès le combat suivant le titre vacant WBA des super-légers aux dépens de Khabib Allakhverdiev par arrêt de l'arbitre au 12e round, devenant ainsi champion dans une 4e catégorie de poids. Broner échoue ensuite à respecter la limite de poids autorisée la veille de son combat contre Ashley Theophane. Bien que victorieux par arrêt de l'arbitre au 9e round le 1er avril 2016, le titre est déclaré vacant. Le 29 juillet 2017, il est battu aux points par Mikey García et le 21 avril 2018, il fait match nul contre Jessie Vargas.